# Unidade de Polícia Pacificadora

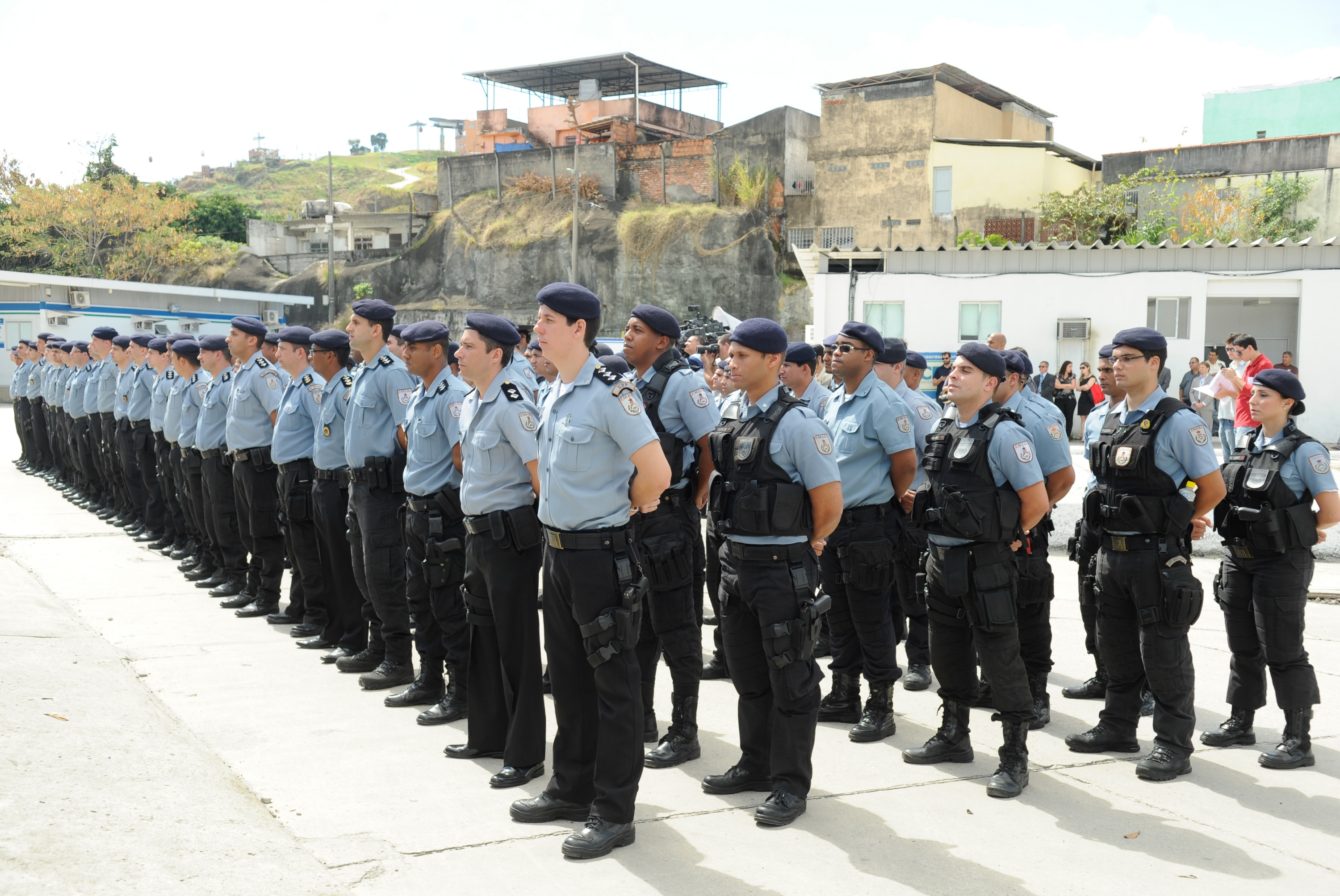
Zusammensetzung einer Einheit der Polícia Pacificadora (UPP), hier anlässlich der Zeremonie zum Kommandowechsel der Einheiten

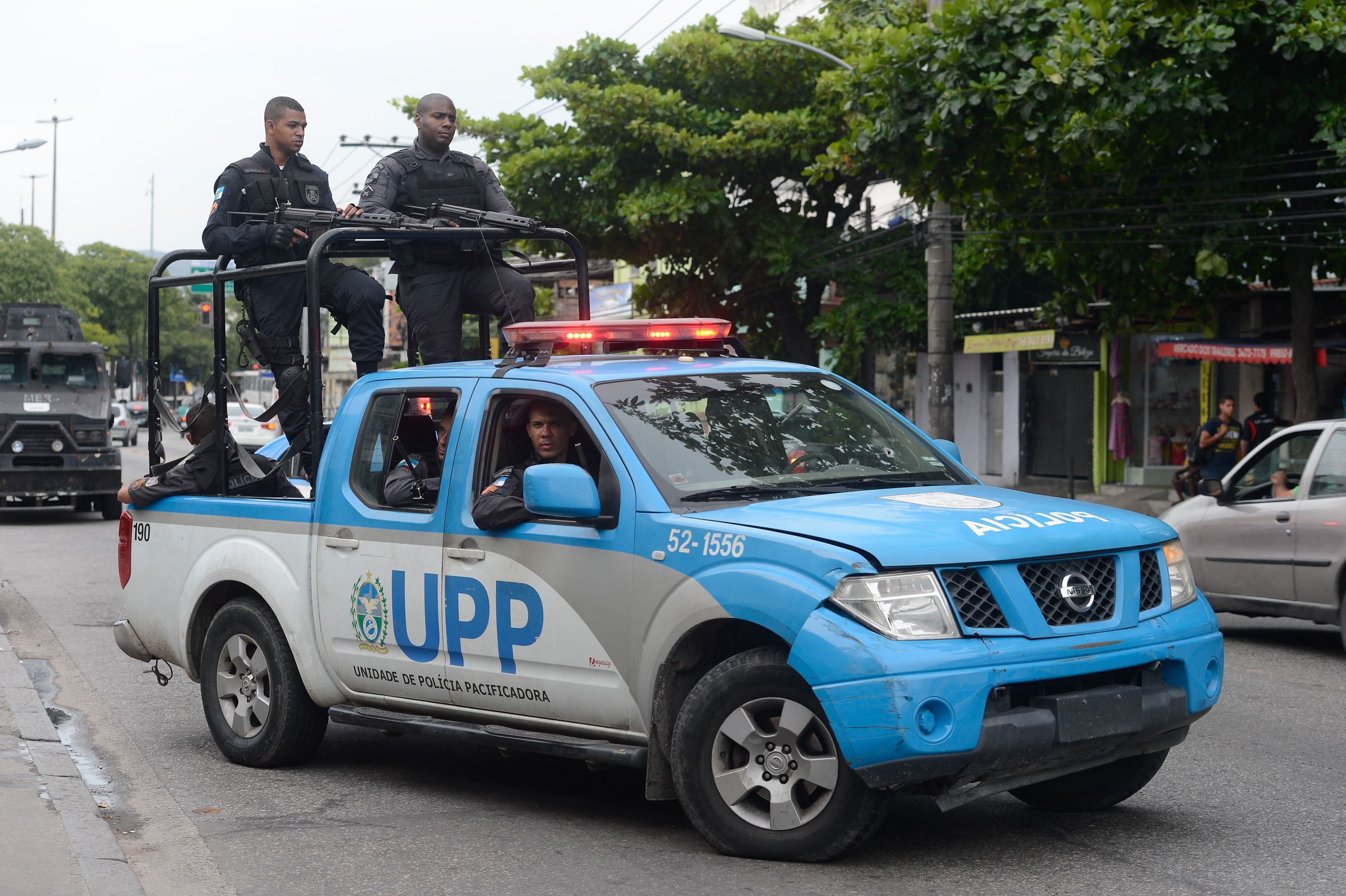
Streifendienst der UPP

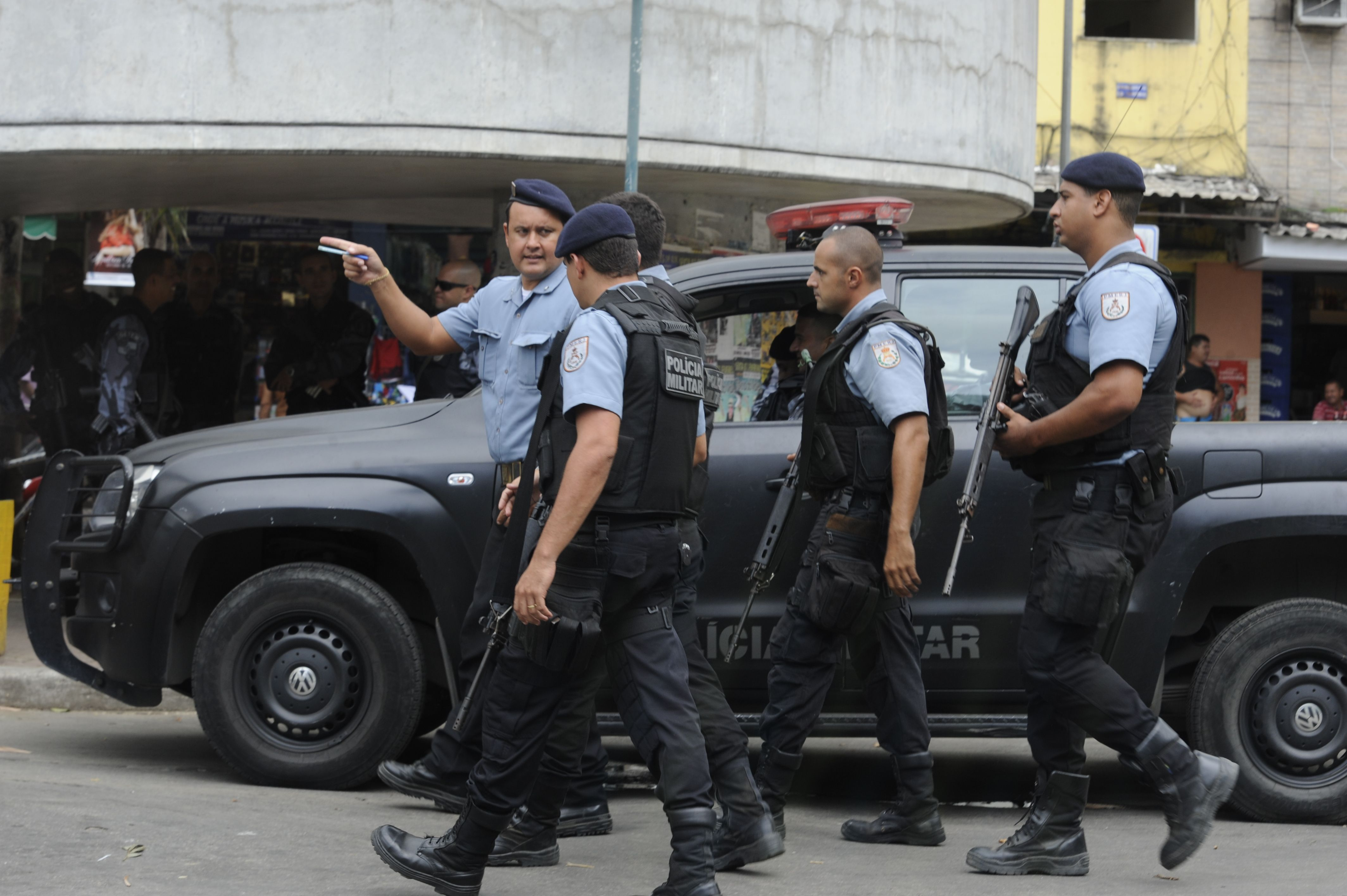
UPP-Einheit im Einsatz in der Favela Rocinha

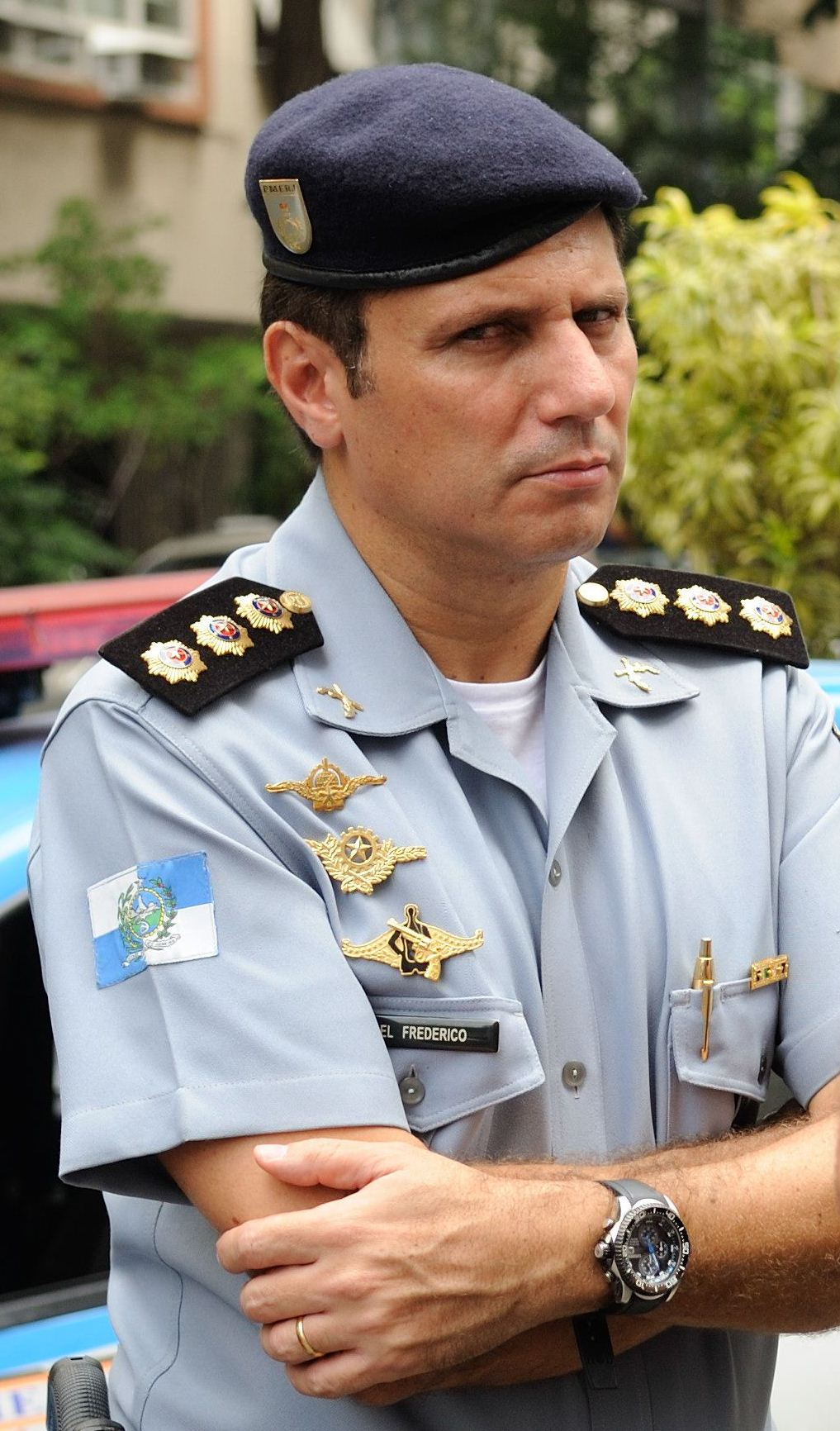
Coronel Frederico Caldas, Kommandant aller UPP-Einheiten

Die Unidade de Polícia Pacificadora (portugiesisch für Befriedende Polizeieinheit) oder kurz UPP ist eine Polizeieinheit in Brasilien, die von der Regierung des Bundesstaates Rio de Janeiro aufgestellt wurde und Teil der Militärpolizei ist. Sie orientierte sich ursprünglich an ähnlichen Einheiten wie beispielsweise im von Drogenkartellen umkämpften Medellin (Kolumbien), denen großer Erfolg zugeschrieben wurde. Die Gründung erfolgte am 19. Dezember 2008. Rechtzeitig zur Fußball-Weltmeisterschaft 2014 soll die Gesamtstärke der Einheiten rund 12.500 Frauen und Männer erreichen.
Die UPP betreut bislang 220 „befriedete“ Gemeinschaften, in denen schätzungsweise über 1,5 Millionen Cariocas leben. Bis 2014 sollen weitere 860.000 Bewohner der Metropole durch UPP-Einheiten in ihrer Nachbarschaft geschützt werden. UPP-Personal hilft unter anderem auch Kindern beim Einkauf, wodurch der Einzelhandel einen Umsatzanstieg von bis zu 36 % in befriedeten Gebieten feststellen konnte.

## Aktivitäten
Die Einheiten der UPP sollen nach dem Sturm der Favelas von Rio durch Einheiten des Batalhão de Operações Policiais Especiais sowie Sondereinheiten der konventionellen nationalen Streitkräfte, nach der Ausmerzung der schlimmsten Kriminellen dort dauerhaft stationiert werden. Ihre Aufgabe ist es, Wiederansiedlungen von Drogenkartellen vorzubeugen und eine Dauerpräsenz des Rechtsstaats zu verkörpern.
Alleine im Complexo do Alemão, einem Komplex aus 25 Favelas, sind mehr als 2000 Beamte stationiert. Die Einheit hat auch die, am 13. November 2011 gestürmte, Favela Rocinha besetzt.
Im Oktober 2013 hatte die Einheit etwa 9000 Mitglieder. Im Januar 2017 betrug die Mannstärke 9543 Militärpolizisten.

## Foltervorwürfe
Im Oktober 2013 verdächtigte die Ermittlungsrichterin Ellen Souto Mitglieder der Einheit der Ermordung eines Maurers aus der Favela Rocinha. Außerdem sollen sie 22 weitere Personen mit Elektroschocks und heißem Wachs gefoltert haben. Im Zuge dessen wurden am 5. und 6. Oktober zehn Mitglieder der Einheit verhaftet, darunter auch der Kommandant in Rocinha, Edson dos Santos, der zuvor schon seines Amtes enthoben worden war.

## UNO-Bericht
Laut einem 2013 veröffentlichten Bericht des Büros der Vereinten Nationen für Drogen- und Verbrechensbekämpfung bestand ein signifikanter Zusammenhang zwischen der Anwesenheit der UPP und niedrigeren Mord-, Kriminalitäts- und Armutsquoten. Außerdem soll vielerorts ein Vertrauensverhältnis der Bevölkerung zur Polizei hergestellt worden sein.